# London Stock Exchange
London Stock Exchange (LSE) – jedna z największych giełd papierów wartościowych na świecie. Założona w 1801 roku w Londynie.
Obecna siedziba giełdy mieści się przy Paternoster Square, niedaleko katedry św. Pawła w Londynie.

## Historia

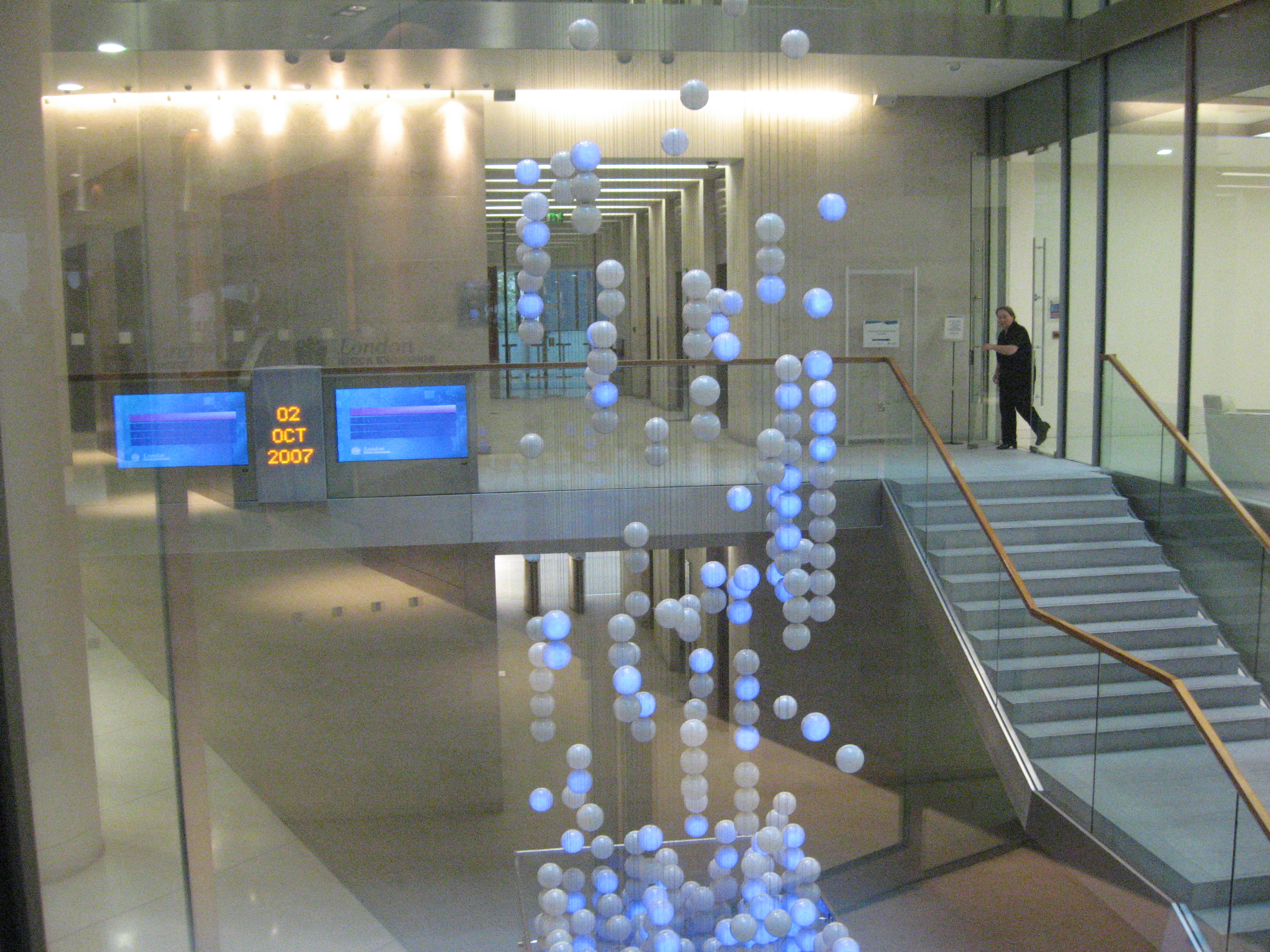
The Source znajdująca się w nowym budynku LSE rzeźba stworzona przez Greyworld.

Handel udziałami spółek w Londynie, ma swój początek w potrzebie sfinansowania dwóch wypraw morskich: Kompanii Moskiewskiej usiłującej dotrzeć do Chin przez Morze Białe oraz wyprawy Kompanii Wschodnioindyjskiej do Indii i pozostałych państw Orientu. Przedsiębiorstwa niezdolne do sfinansowania tych kosztownych wypraw samodzielnie, zdobyły pieniądze, sprzedając udziały kupcom, co dało im prawo do części ewentualnych zysków.
Pomysł przyjął się bardzo szybko i już w 1695 roku obracano udziałami około 140 przedsiębiorstw. Handel akcjami skupił się wokół Exchange Alley w Londynie, a szczególnie w dwóch kawiarniach: Garraway’s i Jonathan’s, gdzie makler John Castaing opublikował cennik akcji i towarów The Course of the Exchange and other things. W roku 1697 wydano prawo mające „ograniczyć liczbę i szkodliwe praktyki maklerów oraz osób zawodowo działających na giełdzie” w związku z insider trading i licznymi przypadkami manipulacji cenowych. Nakazywało ono, aby wszyscy maklerzy posiadali licencję i składali przysięgę, że będą działać w sposób legalny.
Giełda na Change Alley rozwijała się znakomicie, aż w roku 1720 nastąpiło załamanie. Przyczyną była Kompania Mórz Południowych, która wywołała wielkie, a podsycane przez maklerów, jej właściciela Johna Blunt oraz rząd zamieszanie na rynku. Tworząc niedochodową spółkę 9 lat wcześniej, rząd miał nadzieję, że przejmie ona ogromne zadłużenie państwa poprzez sprzedaż jej akcji do obrotu publicznego. Akcje przedsiębiorstwa, które na początku roku kosztowały £128, w czerwcu tego samego roku były warte już £1 050. Jednakże bańka spekulacyjna wkrótce pękła, doprowadzając do spadku cen akcji do £175, a później nawet do £124. Incydent ten wywołał falę oburzenia, które wymusiło na parlamencie zmianę prawodawstwa, aby zapobiec kolejnej bańce, co na długi czas zabezpieczyło giełdę i pozwoliło jej odzyskać równowagę.

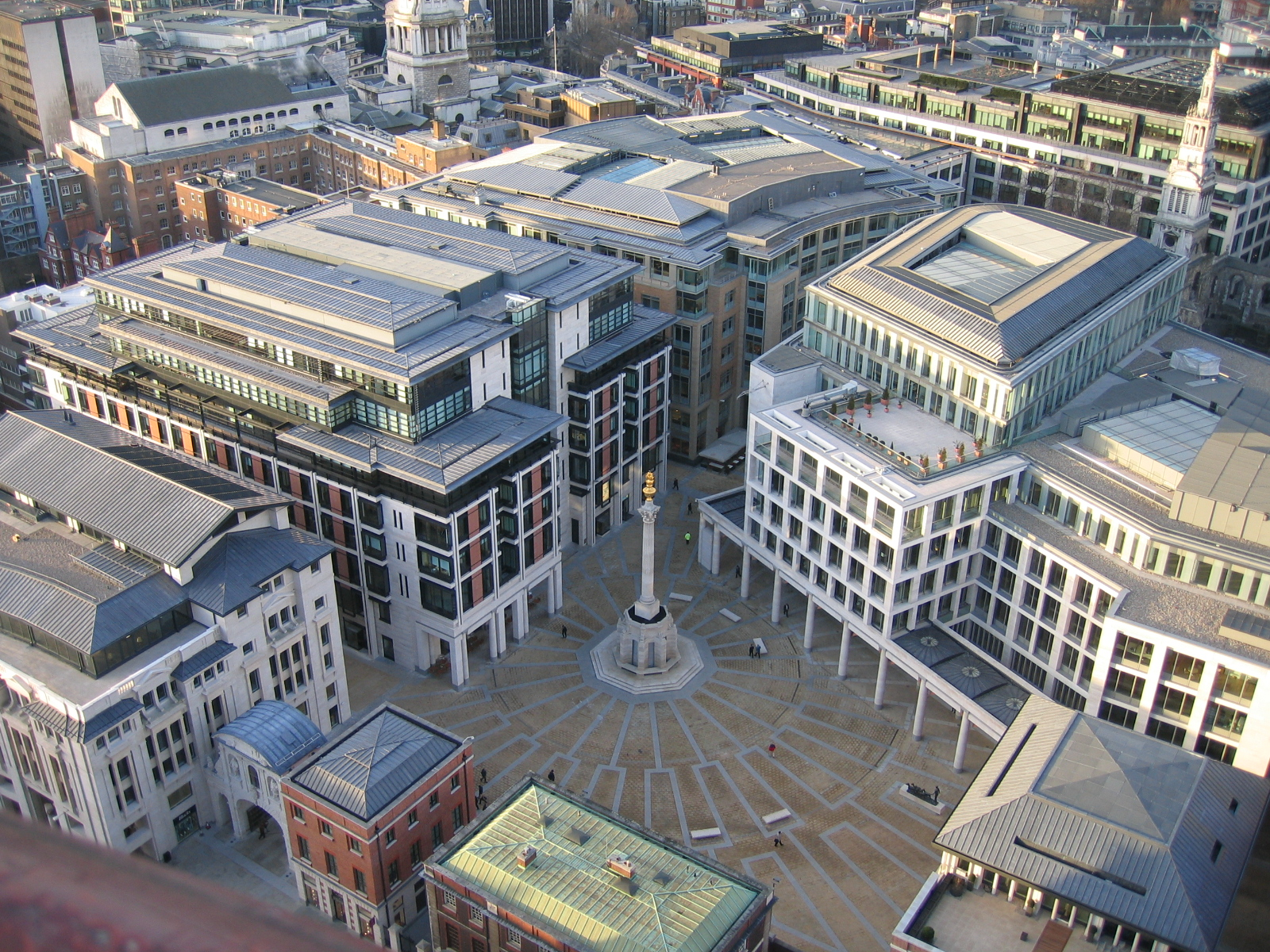
Paternoster Square – LSE zajmuje budynek po prawej.

Wkrótce Exchange Alley stała się zbyt mała, aby pomieścić wciąż rosnącą liczbę interesantów oraz ludzi związanych z giełdą. Czarę goryczy przepełnił pożar kawiarni Jonathan’s w 1748 r., który zmusił maklerów do stworzenia nowej siedziby na Threadneedle Street (tzw. New Jonathan’s) oraz pobierania opłat za wstęp. Niedługo potem zmieniono nazwę budynku na Stock Exchange (ang. Giełda Papierów Wartościowych), którą z kolei przemianowano w 1801 roku na Stock Subscription Room z nowymi zasadami członkostwa. Jednakże przeprowadzka nie spełniła oczekiwań, więc giełda przeniosła się w tym samym roku do Capel Court. Do 1820 r. giełda odrobiła straty wynikłe z zamieszania lat poprzednich, głównie dzięki gwałtownemu rozwojowi kolei, kanalizacji, górnictwa i sektora ubezpieczeń. Na terenie całej Wielkiej Brytanii zaczęły powstawać regionalne giełdy papierów wartościowych. Pozwolono także handlować obligacjami.
Poprzednia Stock Exchange Tower mieszcząca się przy Threadneedle Street została otwarta w 1972 przez królową Elżbietę II. W dużej mierze stała się zbyteczna wraz z nadejściem tzw. Big Bang 27 października 1986 roku, gdy premier Wielkiej Brytanii Margaret Thatcher doprowadziła do deregulacji londyńskiej giełdy: sprywatyzowała wiele sfer jej działalności, umożliwiła zakup akcji bez udziału maklerów, zlikwidowała komisje (przekupne) nadzorujące transakcje, dopuściła do handlu akcjami komercyjne banki i firmy ubezpieczeniowe. Zmiany umożliwiły komputeryzację giełdy, a co za tym idzie rezygnację z handlu akcjami twarzą w twarz.
20 lipca 1990 r. w siedzibie giełdy wybuchła bomba, podłożona przez IRA w męskiej toalecie, niedaleko galerii dla gości. Budynek został wcześniej ewakuowany, więc nikt nie odniósł obrażeń. Jednakże giełda ograniczyła działalność handlową, będąc jedynie atrakcją turystyczną, aż do momentu ponownego otwarcia galerii w roku 1992.

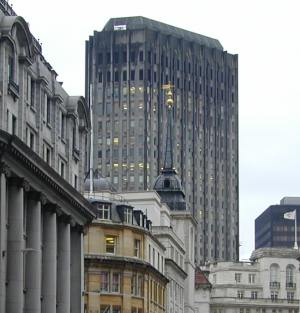
Dawna siedziba LSE mieszcząca się na Threadneedle Street

W lipcu 2004 roku, London Stock Exchange przeprowadziła się z Threadneedle Street na Paternoster Square, niedaleko katedry św. Pawła, nadal na obszarze „Square Mile” (City of London). Giełda została ponownie otwarta przez królową Elżbietę II i jej męża księcia Edynburga, 27 lipca 2004 r. Budynek posiada zamówioną specjalnie na jego potrzeby dynamiczną rzeźbę autorstwa Greyworld, zwaną „The Source” (ang. źródło).

## Oferty fuzji z LSE
W grudniu 2005 r. London Stock Exchange odrzuciła wartą £1,6 miliarda ofertę przejęcia przez Macquarie Bank. LSE uznała tę propozycję za „szyderczą”, co odbiło się szerokim echem wśród akcjonariuszy. Wkrótce potem z podobną ofertą wystąpił NASDAQ, podnosząc cenę do £2,4 miliarda. Jednak zgodnie z przewidywaniami i ona została odrzucona. NASDAQ podbił więc stawkę, wykupując 11 kwietnia 2006 roku część największego udziałowca London Stock Exchange, należącą do Ameriprise Financial Threadneedle Asset Management, nabywając 35,4 miliona udziałów po £11,75 za akcję. NASDAQ zakupił również 2,69 miliona dodatkowych akcji, stając się posiadaczem 15% udziałów w LSE. Choć oficjalnie nie ujawniono danych sprzedawcy, to wkrótce stało się jasne, że jest nim Scottish Widows, który pozbył się w tym samym czasie własnych udziałów (2,69 miliona) w London Stock Exchange. Ruch ten został uznany za próbę zmuszenia LSE do negocjacji, jak również ograniczenia jej strategicznej elastyczności na rynku.
Późniejsze nabytki zwiększyły udziały NASDAQ do 25,1%, skutecznie powstrzymując konkurencyjne oferty przez kilka miesięcy. Prawo finansowe w Wielkiej Brytanii nakazywało jednak, aby NASDAQ odczekał pewien okres przed ponowieniem starań przejęcia. 20 listopada 2006 r. w około dwa miesiące od upłynięcia tego czasu, NASDAQ zwiększył swoje udziały w LSE do 28,75%, występując jednocześnie z wrogą propozycją zakupu pozostałych akcji po najniższej możliwej cenie £12,43, która była najwyższą, jaką NASDAQ zapłacił na otwartym rynku za swoje udziały. London Stock Exchange natychmiast ją odrzuciło, stwierdzając, że „nie odpowiada realnej wartości” przedsiębiorstwa.
12 grudnia 2006 roku, NASDAQ skorygował swoją ofertę (uznaną raczej za „nieproszoną” niż „próbę wrogiego przejęcia”), sygnalizując, że możliwe byłoby zawarcie porozumienia na zasadzie: 50% udziałów (plus jedna akcja) w LSE, a nie 90% jak to wcześniej planowano. Jednakże amerykańska giełda nie zwiększyła swojej oferty. Natomiast wiele funduszy ubezpieczeniowych zgromadziło w London Stock Exchange ogromne środki, a ich managerowie, jak również Furse uznało, że propozycja nadal nie była satysfakcjonująca. Oferta NASDAQ okazała się jednak skomplikowana, ponieważ została opisana jako „finalna”, co według brytyjskiego prawa oznaczało, że jej wartość nie może zostać podwyższona (z wyjątkiem pewnych okoliczności). W końcu oferta NASDAQ została odrzucona przez akcjonariuszy LSE. Uzyskawszy zgodę jedynie 0,41% akcjonariuszy LSE przed upływem ostatecznego terminu zawarcia umowy, czyli 10 lutego 2007 roku, propozycja NASDAQ upadła.
W poniedziałek 20 sierpnia 2007 roku, NASDAQ ogłosił porzucenie swojego planu przejęcia LSE i rozpoczęcie poszukiwań możliwości pozbycia się 31% udziałów (61,3 miliony akcji) w London Stock Exchange. W sierpniu 2007 r. NASDAQ zgodził się sprzedać większość swoich akcji Borse Dubai – mieszczącej się w Zjednoczonych Emiratach Arabskich giełdzie, która stała się w ten sposób posiadaczem 28% udziałów w LSE.